# Cupa României 2022-2023
La Cupa României 2022-2023, denominata Cupa României Betano per ragioni di sponsorizzazione, è stata l'85ª edizione della coppa nazionale. È iniziata il 17 agosto 2022 e si è conclusa il 24 maggio 2023.

## Formula
La formula usata ha subito varie modifiche rispetto all'edizione precedente.
Il torneo si svolge in diverse fasi, coinvolgendo 131 partecipanti.
La fase regionale, preliminare al primo turno, prevede la qualificazione di sette squadre dilettantistiche provenienti dai campionati locali. Le 42 partecipanti alla fase regionale vengono suddivise in sette regioni sulla base del criterio geografico. Ogni regione è divisa in due gruppi da tre squadre. Le vincitrici dei due gruppi di ogni regione si affrontano in una finale che decreta il campione regionale e che qualifica al primo turno della Cupa României.
A seconda del campionato in cui militano, le squadre delle altre divisioni entrano nella competizione in turni diversi.
Dopo una serie di turni a eliminazione diretta a gara unica, si procede alla ripartizione delle 24 squadre qualificate in quattro gironi da sei in base ad un criterio di tre fasce. Nella fase a gruppi ogni squadra gioca solamente tre partite contro altrettanti avversari (uno per ogni fascia) facenti parte dello stesso girone. Le prime due di ogni gruppo si qualificano alla fase a eliminazione diretta a gara unica.
Nei primi turni e nella fase a gironi le formazioni meglio classificate nella stagione precedente giocano le partite in trasferta. A partire dai quarti di finale il criterio di assegnazione delle gare in casa o trasferta è prestabilito in funzione della posizione raggiunta nella fase a gironi.
La vincitrice della coppa ha accesso al secondo turno di qualificazione della UEFA Europa Conference League 2023-2024.

### Struttura del torneo
|                  | Squadre che entrano in questo turno             | Squadre qualificate dal turno precedente |
| ---------------- | ----------------------------------------------- | ---------------------------------------- |
| Fase regionale   | - 42 squadre dilettantistiche locali            |                                          |
| Primo turno      | - 69 squadre di Liga III                        | - 7 vincenti della Fase regionale        |
| Secondo Turno    | - 1 squadra di Liga II - 19 squadre di Liga III | - 38 vincenti del Primo turno            |
| Terzo Turno      | - 19 squadre di Liga II                         | - 29 vincenti del Secondo turno          |
| Play-off         | - 8 squadre di Liga I                           | - 24 vincenti del Terzo turno            |
| Fase a gironi    | - 8 squadre di Liga I                           | - 24 vincenti dei Play-off               |
| Quarti di finale |                                                 | - 8 qualificate dalla Fase a gironi      |

## Calendario
Il calendario è il seguente.
| Fase              | Turno            | Date                    |
| ----------------- | ---------------- | ----------------------- |
| Fase regionale    | Fase a gironi    | 6-9-13 luglio 2022      |
| Fase regionale    | Finali           | 16 luglio 2022          |
| Turni eliminatori | Primo turno      | 17-20 agosto 2022       |
| Turni eliminatori | Secondo turno    | 30-31 agosto 2022       |
| Turni eliminatori | Terzo turno      | 13-14 settembre 2022    |
| Turni eliminatori | Playoff          | 27-28-29 settembre 2022 |
| Fase a gironi     | 1ª giornata      | 18-19-20 ottobre 2022   |
| Fase a gironi     | 2ª giornata      | 8-9-10 novembre 2022    |
| Fase a gironi     | 3ª giornata      | 6-7-8 dicembre 2022     |
| Fase finale       | Quarti di finale | 4-5-6- aprile 2023      |
| Fase finale       | Semifinali       | 26-27 aprile 2023       |
| Fase finale       | Finale           | 24 maggio 2023          |

## Partite

### Fase regionale

#### Finali
| Squadra 1           | Risultato | Squadra 2                     |
| ------------------- | --------- | ----------------------------- |
| Victoria Horia      | 0 - 2     | Viitorul Dărăbani             |
| Someșul Feldru      | 2 - 4     | Crișul Sântandrei             |
| ACS Târgu Mureș     | 2 - 1     | CS Universitatea Alba Iulia   |
| CSO Turceni         | 0 - 1     | CSM Lugoj                     |
| Roberto Ziduri      | 0 - 2     | Dunărea Turris Turnu Măgurele |
| United Ploiești     | 4 - 1     | Progresul Fundulea            |
| Axiopolis Cernavodă | 2 - 1     | Unirea Braniștea              |

### Primo turno
| Squadra 1                     | Risultato       | Squadra 2              |
| ----------------------------- | --------------- | ---------------------- |
| Viitorul Dărăbani             | 5 - 4           | Bucovina Rădăuți       |
| Teuz Cermei                   | 1 - 2           | Șoimii Lipova          |
| SR Brașov                     | 4 - 0           | Cetate Râșnov          |
| Sportul Chiscani              | 1 - 5 (dts)     | Viitorul Ianca         |
| Sporting Vaslui               | annullata       | Hușana Huși            |
| Sporting Liești               | 0 - 2           | Aerostar Bacău         |
| Șomuz Fălticeni               | 2 - 1           | Ceahlăul               |
| Șimleul Silvaniei             | 1 - 1 (3-1 dtr) | SCM Zalău              |
| Crișul Sântandrei             | 1 - 2           | Lotus Băile Felix      |
| Sănătatea Cluj                | 3 - 4           | Minerul Ocna Dej       |
| Real Bradu                    | 0 - 1           | Unirea Bascov          |
| Progresul Ezeriș              | 1 - 3 (dts)     | Voința Lupac           |
| Progresul Șomcuta Mare        | 1 - 12          | CSM Satu Mare          |
| Petrolul Potcoava             | 4 - 3 (dts)     | Sporting Roșiori       |
| CSM Lugoj                     | 7 - 2           | Aurul Brad             |
| Minerul Costești              | 0 - 2           | Flacăra Horezu         |
| Luceafărul Oradea             | 2 - 9           | Crișul Chișineu Criș   |
| Kids Tâmpa Brașov             | 0 - 1 (dts)     | KSE Târgu Secuiesc     |
| Jiul Petroșani                | 7 - 1           | Pandurii               |
| Gilortul Târgu Cărbunești     | 3 - 0           | Viitorul Șimian        |
| Frontiera Curtici             | 0 - 3           | Progresul Pecica       |
| Fetești                       | 0 - 1           | Agricola Borcea        |
| CSO Plopeni                   | 0 - 1           | CS Blejoi              |
| CSO Filiași                   | 3 - 1           | Vedița Colonești       |
| CSM Râmnicu Sărat             | 2 - 3           | Metalul Buzău          |
| CSM Pașcani                   | 1 - 2           | Știința Miroslava      |
| CSM Oltenița                  | 0 - 1           | Înainte Modelu         |
| CSM Bacău                     | 0 - 0 (3-4 dtr) | Dinamo Bacău           |
| CS Făurei                     | 2 - 5           | Recolta Gheorghe Doja  |
| Dunărea Turris Turnu Măgurele | 1 - 2 (dts)     | Alexandria             |
| Avântul Reghin                | 1 - 2           | Gloria Bistrița Năsăud |
| Avântul Periam                | 3 - 2           | Pobeda Stár Bišnov     |
| United Ploiești               | 0 - 4           | Flacăra Moreni         |
| Arieșul Turda                 | 0 - 9           | Viitorul Cluj          |
| ACS Târgu Mureș               | 1 - 5           | Unirea Ungheni         |
| Axiopolis Cernavodă           | 2 - 1           | Gloria Albești         |
| Unirea Alba Iulia             | 1 - 3           | Ocna Mureș             |

### Secondo turno
| Squadra 1              | Risultato         | Squadra 2                 |
| ---------------------- | ----------------- | ------------------------- |
| Unirea Bascov          | 0 - 3             | Alexandria                |
| Petrolul Potcoava      | 3 - 2             | CSO Filiași               |
| Ocna Mureș             | 4 - 3             | Metalurgistul Cugir       |
| CSM Lugoj              | 1 - 4             | Ghiroda & Giarmata Vii    |
| Jiul Petroșani         | 2 - 0             | Gilortul Târgu Cărbunești |
| Înainte Modelu         | 1 - 2             | Dunărea Călărași          |
| Gloria Bistrița Năsăud | 1 - 0             | Minerul Ocna Dej          |
| Flacăra Moreni         | 6 - 2             | FC Pucioasa               |
| Flacăra Horezu         | 1 - 0             | Viitorul Dăești           |
| CSM Satu Mare          | 2 - 0             | Șimleul Silvaniei         |
| CSM Deva               | 2 - 1             | Corvinul Hunedoara        |
| Crișul Chișineu Criș   | 1 - 6             | Șoimii Lipova             |
| Viitorul Ianca         | 5 - 0             | Brăila                    |
| Viitorul Dărăbani      | annullata         | Dante Botoșani            |
| Viitorul Cluj          | 2 - 2 (12-13 dtr) | Unirea Ungheni            |
| KSE Târgu Secuiesc     | 3 - 2             | CSM Focșani               |
| Știința Miroslava      | 5 - 0             | Sporting Vaslui           |
| SR Brașov              | 3 - 2             | Odorheiu Secuiesc         |
| Șomuz Fălticeni        | 1 - 2             | Foresta Suceava           |
| Recolta Gheorghe Doja  | 0 - 4             | Afumați                   |
| Popești-Leordeni       | sospesa           | Astra Giurgiu             |
| Voința Lupac           | 0 - 6             | CSM Reșița                |
| Dinamo Bacău           | 3 - 3 (5-6 dtr)   | Aerostar Bacău            |
| CS Blejoi              | 0 - 0 (5-4 dtr)   | Metalul Buzău             |
| Lotus Băile Felix      | 2 - 0             | Bihor Oradea              |
| Axiopolis Cernavodă    | 3 - 1 (dts)       | Agricola Borcea           |
| Avântul Periam         | 3 - 1             | Progresul Pecica          |

### Terzo turno
| Squadra 1              | Risultato       | Squadra 2                 |
| ---------------------- | --------------- | ------------------------- |
| Șoimii Lipova          | 3 - 1           | Lotus Băile Felix         |
| Popești-Leordeni       | 0 - 0 (4-5 dtr) | Concordia Chiajna         |
| Petrolul Potcoava      | 1 - 3           | CSM Slatina               |
| Jiul Petroșani         | 3 - 0 (dts)     | CSM Deva                  |
| Ghiroda & Giarmata Vii | 0 - 2           | Ripensia Timișoara        |
| Alexandria             | 2 - 1           | Progresul Spartac         |
| Avântul Periam         | 0 - 1           | Dumbrăvița                |
| Flacăra Moreni         | 2 - 2 (3-5 dtr) | CSA Steaua Bucarest       |
| CSM Reșița             | 2 - 0           | SSU Politehnica Timișoara |
| Viitorul Ianca         | 1 - 3           | Oțelul Galați             |
| Tunari                 | 0 - 3           | Dinamo Bucarest           |
| KSE Târgu Secuiesc     | 0 - 5           | Brașov                    |
| Știința Miroslava      | 1 - 3           | FC Politehnica Iași       |
| SR Brașov              | 0 - 3           | Șelimbăr                  |
| Ocna Mureș             | 1 - 1 (4-1 dtr) | Unirea Ungheni            |
| Gloria Bistrița Năsăud | 0 - 0 (3-2 dtr) | Unirea Dej                |
| Foresta Suceava        | 2 - 1           | Dante Botoșani            |
| Flacăra Horezu         | 2 - 3 (dts)     | Viitorul Târgu Jiu        |
| Dunărea Călărași       | 1 - 5           | Unirea Slobozia           |
| CSM Satu Mare          | 1 - 2           | Minaur Baia Mare          |
| CS Blejoi              | 0 - 4           | Gloria Buzău              |
| Afumați                | 0 - 0 (2-0 dtr) | Metaloglobus Bucarest     |
| Axiopolis Cernavodă    | 3 - 1           | Unirea Costanza           |
| Aerostar Bacău         | 0 - 4           | Csíkszereda               |

### Play-off
| Squadra 1              | Risultato       | Squadra 2           |
| ---------------------- | --------------- | ------------------- |
| Dumbrăvița             | 0 - 0 (7-6 dtr) | FC Politehnica Iași |
| Ripensia Timișoara     | 0 - 4           | FCU Craiova         |
| Șoimii Lipova          | 2 - 4 (dts)     | Gloria Buzău        |
| CSA Steaua Bucarest    | 1 - 2           | Chindia Târgoviște  |
| Axiopolis Cernavodă    | 4 - 5 (dts)     | Minaur Baia Mare    |
| Jiul Petroșani         | 2 - 2 (0-3 dtr) | Oțelul Galați       |
| Foresta Suceava        | 0 - 1           | UTA Arad            |
| Ocna Mureș             | 3 - 0           | CSM Slatina         |
| Gloria Bistrița Năsăud | 0 - 0 (2-3 dtr) | Unirea Slobozia     |
| CSM Reșița             | 0 - 4           | Mioveni             |
| Șelimbăr               | 0 - 4           | Petrolul Ploiești   |
| Afumați                | 0 - 3           | Rapid Bucarest      |
| Brașov                 | 1 - 1 (3-5 dtr) | Hermannstadt        |
| Alexandria             | 1 - 1 (4-2 dtr) | Csíkszereda         |
| Concordia Chiajna      | 0 - 2           | U Cluj              |
| Viitorul Târgu Jiu     | 0 - 1           | Dinamo Bucarest     |

### Fase a gironi

#### Gruppo A
| Squadra           | Pt | G | V | N | P | GF | GS | DG |
| ----------------- | -- | - | - | - | - | -- | -- | -- |
| Sepsi             | 9  | 3 | 3 | 0 | 0 | 10 | 3  | +7 |
| FCU Craiova       | 7  | 3 | 2 | 1 | 0 | 2  | 0  | +2 |
| Voluntari         | 3  | 3 | 1 | 0 | 2 | 1  | 5  | -4 |
| Dinamo Bucarest   | 2  | 3 | 0 | 2 | 1 | 5  | 6  | -1 |
| Unirea Slobozia   | 2  | 3 | 0 | 2 | 1 | 3  | 4  | -1 |
| Petrolul Ploiești | 1  | 3 | 0 | 1 | 2 | 1  | 4  | -3 |

| Squadra 1         | Risultato   | Squadra 2         |
| 1ª giornata       | 1ª giornata | 1ª giornata       |
| ----------------- | ----------- | ----------------- |
| Dinamo Bucarest   | 0 - 0       | FCU Craiova       |
| Unirea Slobozia   | 0 - 1       | Voluntari         |
| Petrolul Ploiești | 1 - 3       | Sepsi             |
| 2ª giornata       |             |                   |
| Unirea Slobozia   | 0 - 0       | Petrolul Ploiești |
| Dinamo Bucarest   | 2 - 3       | Sepsi             |
| FCU Craiova       | 1 - 0       | Voluntari         |
| 3ª giornata       |             |                   |
| Sepsi             | 4 - 0       | Voluntari         |
| Petrolul Ploiești | 0 - 1       | FCU Craiova       |
| Unirea Slobozia   | 3 - 3       | Dinamo Bucarest   |

#### Gruppo B
| Squadra       | Pt | G | V | N | P | GF | GS | DG |
| ------------- | -- | - | - | - | - | -- | -- | -- |
| UTA Arad      | 7  | 3 | 2 | 1 | 0 | 8  | 3  | +5 |
| Mioveni       | 6  | 3 | 2 | 0 | 1 | 2  | 3  | -1 |
| FCSB          | 5  | 3 | 1 | 2 | 0 | 4  | 2  | +2 |
| Botoșani      | 3  | 3 | 1 | 0 | 2 | 1  | 3  | -2 |
| Gloria Buzău  | 3  | 3 | 1 | 0 | 2 | 3  | 4  | -1 |
| Oțelul Galați | 1  | 3 | 0 | 1 | 2 | 0  | 3  | -3 |

| Squadra 1     | Risultato   | Squadra 2    |
| 1ª giornata   | 1ª giornata | 1ª giornata  |
| ------------- | ----------- | ------------ |
| Gloria Buzău  | 0 - 1       | Botoșani     |
| UTA Arad      | 2 - 2       | FCSB         |
| Oțelul Galați | 0 - 1       | Mioveni      |
| 2ª giornata   |             |              |
| Mioveni       | 1 - 0       | Botoșani     |
| Gloria Buzău  | 1 - 3       | UTA Arad     |
| Oțelul Galați | 0 - 0       | FCSB         |
| 3ª giornata   |             |              |
| Botoșani      | 0 - 2       | FCSB         |
| Mioveni       | 0 - 3       | UTA Arad     |
| Oțelul Galați | 0 - 2       | Gloria Buzău |

#### Gruppo C
| Squadra        | Pt | G | V | N | P | GF | GS | DG |
| -------------- | -- | - | - | - | - | -- | -- | -- |
| CFR Cluj       | 5  | 3 | 1 | 2 | 0 | 6  | 1  | +5 |
| U Cluj         | 5  | 3 | 1 | 2 | 0 | 5  | 1  | +4 |
| Farul Costanza | 5  | 3 | 1 | 2 | 0 | 4  | 2  | +2 |
| Rapid Bucarest | 4  | 3 | 1 | 1 | 1 | 4  | 3  | +1 |
| Dumbrăvița     | 3  | 3 | 1 | 0 | 2 | 5  | 9  | -4 |
| Alexandria     | 1  | 3 | 0 | 1 | 2 | 2  | 10 | -8 |

| Squadra 1      | Risultato   | Squadra 2      |
| 1ª giornata    | 1ª giornata | 1ª giornata    |
| -------------- | ----------- | -------------- |
| Alexandria     | 2 - 2       | Farul Costanza |
| Dumbrăvița     | 1 - 4       | Rapid Bucarest |
| U Cluj         | 1 - 1       | CFR Cluj       |
| 2ª giornata    |             |                |
| Rapid Bucarest | 0 - 2       | Farul Costanza |
| Alexandria     | 0 - 4       | U Cluj         |
| Dumbrăvița     | 0 - 5       | CFR Cluj       |
| 3ª giornata    |             |                |
| Alexandria     | 0 - 4       | Dumbrăvița     |
| Farul Costanza | 0 - 0       | CFR Cluj       |
| U Cluj         | 0 - 0       | Rapid Bucarest |

#### Gruppo D
| Squadra            | Pt | G | V | N | P | GF | GS | DG |
| ------------------ | -- | - | - | - | - | -- | -- | -- |
| Hermannstadt       | 6  | 3 | 2 | 0 | 1 | 7  | 5  | +2 |
| Argeș Pitești      | 5  | 3 | 1 | 2 | 0 | 3  | 2  | +1 |
| Minaur Baia Mare   | 4  | 3 | 1 | 1 | 1 | 8  | 3  | +5 |
| U Craiova          | 4  | 3 | 1 | 1 | 1 | 4  | 3  | +1 |
| Ocna Mureș         | 4  | 3 | 1 | 1 | 1 | 2  | 7  | -5 |
| Chindia Târgoviște | 1  | 3 | 0 | 1 | 2 | 2  | 6  | -4 |

| Squadra 1          | Risultato   | Squadra 2          |
| 1ª giornata        | 1ª giornata | 1ª giornata        |
| ------------------ | ----------- | ------------------ |
| Ocna Mureș         | 1 - 0       | Chindia Târgoviște |
| Hermannstadt       | 0 - 2       | U Craiova          |
| Minaur Baia Mare   | 0 - 0       | Argeș Pitești      |
| 2ª giornata        |             |                    |
| Minaur Baia Mare   | 2 - 3       | Hermannstadt       |
| Chindia Târgoviște | 1 - 1       | Argeș Pitești      |
| Ocna Mureș         | 1 - 1       | U Craiova          |
| 3ª giornata        |             |                    |
| Argeș Pitești      | 2 - 1       | U Craiova          |
| Hermannstadt       | 4 - 1       | Chindia Târgoviște |
| Ocna Mureș         | 0 - 6       | Minaur Baia Mare   |

### Quarti di finale
| Squadra 1    | Risultato | Squadra 2     |
| ------------ | --------- | ------------- |
| UTA Arad     | 1 - 0     | FCU Craiova   |
| Hermannstadt | 1 - 2     | U Cluj        |
| Sepsi        | 4 - 1     | Mioveni       |
| CFR Cluj     | 1 - 0     | Argeș Pitești |

### Semifinali
| Squadra 1 | Risultato | Squadra 2 |
| --------- | --------- | --------- |
| Sepsi     | 3 - 0     | CFR Cluj  |
| U Cluj    | 1 - 0     | UTA Arad  |

### Finale
| Arbitro: | Cătălin Popa |

|                                                                 |                      |                                                  |
| Varga Rodríguez Tudorie Gheorghe Ștefănescu Aganović Márk Tamás | Tiri di rigore 5 – 4 | Chipciu Bic Tescan Fernandes Nistor Gomes Martić |

## Tabellone (fase finale)
|  | Quarti di finale | Quarti di finale | Quarti di finale |        |        | Semifinali | Semifinali | Semifinali |  |  | Finale | Finale      | Finale |
|  |                  |                  |                  |        |        |            |            |            |  |  |        |             |        |
|  |                  | Sepsi            | 4                |        |        |            |            |            |  |  |        |             |        |
|  |                  | Mioveni          | 1                |        |        |            |            |            |  |  |        |             |        |
|  |                  | Mioveni          | 1                |        | Sepsi  | 3          |            |            |  |  |        |             |        |
|  |                  |                  |                  |        | Sepsi  | 3          |            |            |  |  |        |             |        |
|  |                  |                  | CFR Cluj         | 0      |        |            |            |            |  |  |        |             |        |
|  |                  | CFR Cluj         | CFR Cluj         | 0      | 1      |            |            |            |  |  |        |             |        |
|  |                  | CFR Cluj         |                  |        | 1      |            |            |            |  |  |        |             |        |
|  |                  | Argeș Pitești    | 0                |        |        |            |            |            |  |  |        |             |        |
|  |                  |                  |                  |        |        |            |            |            |  |  |        | Sepsi (dtr) | 0 (5)  |
|  |                  |                  |                  | U Cluj | 0 (4)  |            |            |            |  |  |        |             |        |
|  |                  | Hermannstadt     | 1                |        |        |            |            |            |  |  |        |             |        |
|  |                  | U Cluj           | 2                |        |        |            |            |            |  |  |        |             |        |
|  |                  | U Cluj           | 2                |        | U Cluj | 1          |            |            |  |  |        |             |        |
|  |                  |                  |                  |        | U Cluj | 1          |            |            |  |  |        |             |        |
|  |                  |                  | UTA Arad         | 0      |        |            |            |            |  |  |        |             |        |
|  |                  | UTA Arad         | UTA Arad         | 0      | 1      |            |            |            |  |  |        |             |        |
|  |                  | UTA Arad         |                  |        | 1      |            |            |            |  |  |        |             |        |
|  |                  | FCU Craiova      | 0                |        |        |            |            |            |  |  |        |             |        |